# Пертика-Альта
Пертика-Альта (итал. Pertica Alta) — коммуна в Италии, в провинции Брешиа области Ломбардия.
Население составляет 608 человек (2008 г.), плотность населения составляет 30 чел./км². Занимает площадь 20 км². Почтовый индекс — 25070. Телефонный код — 0365.
Покровителем коммуны почитается святой апостол и евангелист Марк, празднование 25 апреля.

## Демография
Динамика населения:

## Администрация коммуны
- Официальный сайт: http://www.comune.perticaalta.bs.it/ Архивная копия от 1 февраля 2010 на Wayback Machine